# Lista de enteógenos
Essa lista contém as substâncias consideradas enteógenos. 
Exibe o princípio ativo e todas plantas, fungos ou animais que contém determinada substância.
A palavra enteógeno, que significa literalmente "manifestação interior do divino", deriva de uma palavra grega que refere à comunhão religiosa sob efeito de substâncias visionárias. (ver Medicina indígena).
| Princípio ativo                                    | Ocorrências na natureza                                            | Efeitos |
| -------------------------------------------------- | ------------------------------------------------------------------ | --- |
| DMT                                                | Chacrona (Psychotria viridis), Jurema-Preta (Mimosa hostilis)      | Causa uma ampliação da percepção o que faz com que a pessoa veja nitidamente a sua imaginação (o que provoca as visões, que são como um sonho acordado e consciente e outras percepções da realidade, estando sempre consciente do que acontece). Em contexto religioso, tais fenômenos são atribuídos à clarividência, projeção da consciência ou contatos espirituais. Em outras experiências, dependendo da formulação de cada grupo e tolerância particular, o estado alterado se dá através de visões interiores próximas do estado meditativo, onde o usuário consegue distinguir as "mirações" pessoais da "realidade exterior". Utilizado em conjunto de Inibidores. |
| Salvinorin A                                       | Salvia divinorum                                                   | Sensações de lugares e presenças familiares, sentimento de revisão de vida, alteração no tempo/espaço, visões de lugares impossíveis, sentimento de presença divina, inexplicável volta ao mundo real com um sentimento de segredo. |
| Mescalina                                          | Peiote, São Pedro (Wachuma), Tocha Peruana                         | O principal alcaloide ocorrente no cacto Peiote (Lophophora williansii), o cacto São Pedro (Echinopsis pachanoi), o cacto Echinopsis peruviana, como de uma série de outros. Os usuários geralmente experimentam alucinações visuais e radicais estados alterados de consciência, tanto podendo acompanhar sensações de prazer e iluminação quanto, ocasionalmente, sentimentos de ansiedade, perseguição e outros efeitos adversos (a chamada bad trip). |
| Psilocibina                                        | Psilocybe semilanceata,Psilocybe cubensis                          | Após a ingestão da substância (através do "chá" do cogumelo, do cogumelo desidratado e moído, ou in natura, por exemplo) o indivíduo leva tipicamente cerca de 15 a 45 minutos para começar a sentir os efeitos. Os efeitos variam de pessoa para pessoa e também dependem do tipo de cogumelo ingerido. A princípio pode-se ter uma impressão de leve tontura e até mesmo um certo desconforto gástrico (que pode ocasionar vômito). Muitas vezes tem-se sensações agradáveis que incluem empatia com as outras pessoas e com o universo. Em um segundo momento é possível perceber alterações nas percepções visuais e noção de espaço. Por volta da 2º hora costuma-se alcançar o topo da "viagem". Neste ponto, dependendo da quantidade ingerida, pode-se estar em um estado totalmente desconexo da realidade. Alucinações intermitentes em todos os sentidos provocando sinestesia e desprendimento do ego são comuns. O ponto alto da "viagem" pode ser extremamente agradável e, segundo alguns usuários, de um aprendizado considerável. |
| Muscimol                                           | Amanita muscaria                                                   | Os efeitos do muscimol são substancialmente diferentes dos da psilocibina, ao passo que estes químicos afetam diferentes partes do cérebro. O muscimol tem mostrado não produzir alucinações "estruturadas" em muitos casos, e os efeitos são frequentemente comparados com um estado de sonhos lúcidos. |
| Ibogaína                                           | Tabernanthe iboga                                                  | Originária do Gabão, na África, utilizada há milênios em rituais pelas religiões Bwiti e Fang. Em baixas dosagens, a ibogaína tem um efeito estimulante leve. Em doses altas, efeitos temporários incluem alucinações, com visões de cenas da infância, e ataxia (incapacidade de coordenar os movimentos musculares, por provável ação cerebelar). Os efeitos clínicos mais estudados indicam que a Ibogaína mostra um grande potencial no tratamento da dependência de drogas, principalmente opiáceos, mas também cocaína e crack. |
| Bufotenina (5-OH-DMT)                              | Sementes de Anadenanthera colubrina                                | A Bufotenina é o ingrediente ativo primário das sementes das árvores de Anadenanthera colubrina e Anadenanthera peregrina (variedades de Cebil ou "angicos"). O pó insuflável chamado de Vilca ou Yopo (ou Cohoba), são feitos destas sementes. Para potencializar este rapé, muitos xamãs comumente adicionam uma forma natural de hidróxido de cálcio (ou óxido de cálcio) e um pouco de água ao pó. Este processo com o hidróxido de cálcio causa a conversão da bufotenina presente nas sementes em Cálcio Bufotenato (um derivado lipossolúvel da bufotenina com efeitos alucinogênicos ainda mais fortes que os da bufotenina em sua forma natural). Uma dose típica do rapé contém acima de 100mg de bufotenina (na forma de sal de Cálcio). |
| Bufotoxina (5-MeO-DMT)                             | Bufo alvarius                                                      | O Bufo alvarius ou Sapo-do-Rio-Colorado, também conhecido como o Sapo-do-Deserto-de-Sonora, é um sapo psicoativo achado no sudoeste dos Estados Unidos e no norte do México. A Pele e o Veneno do Bufo alvarius contém 5-MeO-DMT e Bufotoxina. O início dos efeitos ocorrem segundos após fumar/injetar, ou minutos depois de cheirar. A experiência é, às vezes descrita, como similar a uma experiência de quase-morte. |
| Ergina                                             | Ipomoea tricolor, sementes de Argyreia nervosa, de Rivea corymbosa | Conhecida também por LSA ou LA-111, os efeitos tem sido comparados com o do LSD-25, no entanto, significativamente menos potentes. A experiência é atualmente reportada como psicodélica, dependendo da dosagem. Alguns distúrbios óticos de olhos abertos e conjuntos de cores com os olhos fechados ocorrem, além da amplificação/intensificação dos sentidos; noção de tempo e espaço podem ser profundamente alteradas. Contudo, as alterações mais notáveis induzidas são cognitivas e subjetivas, a nível de expansão da consciência. |
| ] Kavalactones                                     | Piper auritum                                                      | Os efeitos ao se beber Kava, em ordem de sensação, são: leve paralisia da língua e lábios, causados pela contração dos vasos sanguíneos nessas áreas (não é comum mas pode ocorrer palidez dos lábios e da pele em volta), fala rápida e comportamento eufórico, efeitos ansiolíticos ("Calmantes"), sensação de "bem-estar", pensamentos limpos e relaxamento muscular. O sono é geralmente repousante e há períodos pronunciados de sonolência correlacionado à quantidade de Kava consumida. |
| Aporphine                                          | Nymphaea caerulea                                                  | Estudos recentes mostraram que a Nymphaea caerulea (Blue Water lily ou Lírio Aquático Azul) possui efeitos psicodélicos, e que fora usada para sacramento religioso no Antigo Egito e também por certas culturas antigas da América do Sul e África. Dosagens de 5 a 10 gramas de flores produzem estimulação leve, um aumento no processo de pensamento, e sensação de alegria. Doses maiores, geralmente acima de 30g podem incluir indução a estados meditativos/contemplativos, visuais leves paradisíacos de olhos fechados e embriaguez psicodélica leve. A Nymphaea caerulea muitas vezes é confundida com a Nelumbo nucifera (Lotus Sagrada), que contém o alcaloide nuciferina (não presente na Nymphaea) que possui propriedades sedativas e relaxante-musculares. Apesar dos estudos apontarem para a Aporfina (Aporphine) como sendo um dos ingredientes mais importantes da Nymphaea, ainda não foi identificado o alcaloide responsável pelos efeitos mais psicodélicos.                                                             |
| Escopolamina                                       | Datura                                                             | Os efeitos alucinógenos incluem visões e sensações que eram tidas como formas de comunicação com os deuses. Curandeiros e adivinhos buscavam inspiração nessas visões. Ritos de iniciação, bem como de passagem de condições de crianças para adultos, envolviam o uso de preparados dessas plantas. |
| Miristicina _____________________________ Atropina | Myristica fragans _____________________________ Atropa Belladonna  | Em baixas doses, a Noz-moscada (Myristica fragrans) não produz nenhuma resposta fisiológica ou neurológica notável. Doses grandes acima de 60g (~12 colheres de chá) são perigosos e podem induzir a convulsões, palpitações, náusea, eventual desidratação e dores generalizadas no corpo. Em quantias de 10-40g (~4-8 colheres de chá) é um moderado a alucinógeno médio, produzindo distorção visuais e uma euforia moderada. Myristica fragrans contém "myristicina", um fraco IMAO. ____________________________________________________________________________________________ Esta planta era usada por nativos americanos, pois acreditava-se que através do uso desta planta, podia-se comunicar com os deuses e até ter visões de pessoas que já morreram ou que estão distantes. Em altas doses esta planta pode ser letal, causa alucinações, delírios, tontura, dilatação das pupilas, ressecamento da boca e da garganta, coma e a morte.                                                                                           |

## Lista substâncias sintéticas consideradas enteógenos
| Nomenclatura | R3  | R4           | Estrutura 3d |
| ------------ | --- | ------------ | ------------ |
| 2C-B         |     |              |              |
| 2C-C         | H   | Cl           |              |
| 2C-D         | H   | CH3          |              |
| 2C-E         | H   | CH2CH3       |              |
| 2C-G         | CH3 | CH3          |              |
| 2C-I         | H   | I            |              |
| 2C-N         | H   | NO2          |              |
| 2C-P         | H   | CH2CH2CH3    |              |
| 2C-T         | H   | SCH3         |              |
| 2C-T-2       | H   | SCH2CH3      |              |
| 2C-T-4       | H   | SCH(CH3)2    |              |
| 2C-T-7       | H   | S(CH2)2CH3   |              |
| 2C-T-8       | H   | SCH2CH(CH2)2 |              |
| 2C-T-9       | H   | SC(CH3)3     |              |
| 2C-T-21      | H   | S(CH2)2F     |              |
| 2C-TFM       | H   | CF3          |              |

| Nomenclatura                      | Estrutura 2D | Estrutura 3D |
| --------------------------------- | ------------ | ------------ |
| 3C-E                              |              |              |
| 3C-P                              |              |              |
| 2C-B-FLY                          |              |              |
| 5-MeO-DMT                         |              |              |
| 5-MeO-MiPT                        |              |              |
| 5-MeO-DPT                         |              |              |
| 2,5-Dimethoxy-4-methylamphetamine |              |              |
| 2,5-Dimethoxy-4-bromoamphetamine  |              |              |
| 4-Chloro-2,5-dimethoxyamphetamine |              |              |
| 4-Hidroxi-N,N-metiletiltriptamina |              |              |
| N-Methyl-N-isopropyltryptamine    |              |              |
| 2,5-Dimethoxy-4-ethylamphetamine  |              |              |
| MMDA (psychedelic)                |              |              |
| Proscaline                        |              |              |
| Escaline                          |              |              |
| LSD                               |              |              |

Outras substâncias não catalogadas nesta lista podem ser encontradas em trabalhos mais detalhados como a do químico Alexander Shulgin, em seu trabalho intitulado Shulgin Index, que contém inúmeras substâncias criadas e catalogadas de efeito enteógeno.
1. ↑  Ogunbodede, Olabode; McCombs, Douglas; Trout, Keeper; Daley, Paul; Terry, Martin (15 de setembro de 2010). «New mescaline concentrations from 14 taxa/cultivars of Echinopsis spp. (Cactaceae) ("San Pedro") and their relevance to shamanic practice». Journal of Ethnopharmacology (em inglês) (2): 356–362. ISSN 0378-8741. doi:10.1016/j.jep.2010.07.021. Consultado em 9 de julho de 2022